# Ястер, Станислав
Стани́слав Гу́став Ястер (пол. Stanisław Gustaw Jaster), известный также под прозвищем «Гелий» (пол. Hel; 1 января 1921, Львов, Польская Республика — (предположительно) 12 июля 1943, Варшава, Третий рейх) — польский разведчик, подпольщик, военнослужащий Армии Крайовой; узник концлагеря Освенцим, совершивший успешный побег.
Станислав Ястер исчез при невыясненных обстоятельствах 12 июля 1943 года; вероятнее всего, он был убит своими товарищами по подполью. В 1968 году Александр Куницкий обвинил его в сотрудничестве с гестапо и руководстве ликвидацией спецподразделения Osa-Kosa 30, что инициировало длительные и эмоциональные дебаты в обществе. По мнению многих историков и ветеранов, Ястер был невиновен, а его смерть стала результатом трагической ошибки. Это дело стало одним из самых загадочных и противоречивых эпизодов в истории Польского подпольного государства.
25 сентября 2019 года Ястер был посмертно награждён Рыцарским крестом ордена Возрождения Польши, что можно считать его символической реабилитацией.

## Семья
Станислав Густав Ястер родился 1 января 1921 года во Львове. Старший из двух сыновей Станислава Ястера и его жены Евгении, урождённой Сосновской.
Семья Ястеров была известна своими патриотическими традициями. Станислав-старший со школьных лет участвовал в Движении за независимость Польши. После начала Первой мировой войны пошёл добровольцем в Польские легионы. В 1914—1915 годах сражался в рядах 2-го пехотного полка, получив тяжёлые ранения в сражении под Редковцами. Участвовал в обороне Львова во время Советско-польской войны. Был награждён орденом Virtuti Militari. Покинул ряды Войска Польского в звании майора в 1929 году. Евгения Ястер в юности была членом Женского отделения Польских стрелковых команд во Львове, позже служила медсестрой в Польских легионах, в том числе, и во время обороны Львова.
В 1930-х годах финансовое положение семьи Ястеров было тяжёлым. После увольнения из налоговой службы (1936) безработный Станислав-старший при помощи сыновей содержал фруктово-овощной киоск в Варшаве. Мать работала в Муниципальном сберегательном банке.

## Ранние годы
В подростковом возрасте Станислав Густав Ястер был известен как мальчик с бунтарским и непоседливым характером. Из-за проблем с образованием он часто менял школы: сначала он посещал V мужской лицей им. князя Юзефа Понятовского в Варшаве, позже Кадетский корпус № 1 во Львове. В последней школе он сдал экзамен на аттестат зрелости, но через год ушёл по собственному желанию, обескураженный условиями, царившими в корпусе. В конце концов, он был принят в XXVII мужской лицей им. Тадеуша Чацкого, где в мае 1939 года он вновь сдал экзамен на аттестат зрелости. По некоторым данным, он планировал учиться на архитектурном факультете Варшавского политехнического университета, чему помешала начавшаяся Вторая мировая война.
Станислав занимался многими видами спорта, но самым большим его увлечением был парусный спорт (он состоял в местном яхт-клубе, имел лицензию рулевого). Среди сверстников он выделялся высоким ростом, бравадой и физической силой. В то же время он проявлял интерес к искусству, в частности, увлекался живописью.

## Сентябрьская кампания и арест
В сентябре 1939 года Станислав Ястер вместе с отцом и младшим братом участвовал в обороне Варшавы. После капитуляции Польши Ястеры укрылись в столице и включились в подпольную деятельность. В их квартире хранились оружие и запрещённые книги, устраивались тайные собрания, читалась подпольная пресса. В этот период Станислав вступил в контакт с двумя членами  Союза вооружённой борьбы, которые позже сыграли значительную роль в варшавском подполье: Станиславом Янушем Сосабовским и Людвиком Бергером.
19 сентября 1940 года Ястер был арестован во время крупной облавы, устроенной немцами в Жолибоже. Его задержание было результатом неудачного стечения обстоятельств. Спасаясь от немцев, он с группой мальчишек спрятался в развалинах сгоревшей дачи. В какой-то момент один из беглецов пнул ногой кирпич, который упал рядом с офицером, стоявшим перед зданием. Немцы задержали спрятавшихся в развалинах; младших через некоторое время отпустили, а Ястера, как старшего из задержанных, обвинили в покушении на убийство офицера и заключили в тюрьму Павяк.
21 ноября 1940 года он был депортирован в концлагерь Освенцим, куда прибыл на следующий день. Зарегистрирован как лагерный номер 6438.
В 1941 году, находясь в лагере, переболел сыпным тифом. Спустя некоторое время присоединился к Движению Сопротивления Освенцима, созданному ротмистром Витольдом Пилецким.
В Освенциме Ястер не оставил своего увлечения живописью. По словам его невесты Анны Дануты Лесневской, в обмен на еду и услуги Ястер даже рисовал портреты эсэсовцев и функциональных заключённых.

## Побег из Освенцима

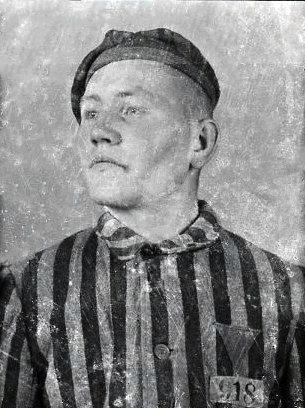
Казимеж Пеховский (1919—2017), узник Освенцима номер 918

В Освенциме Ястер работал в дорожно-строительной команде, а позднее на складах СС, располагавшихся в зданиях бывшей Табачной монополии (Hauptwirtschaftslager — далее HWL).
Одним из заключённых, работавших в гаражах HWL, был Эугениуш Бендера. Весной 1942 года Politische Abteilung (лагерное гестапо) внесло его в список лиц, подлежащих уничтожению, но исполнение приговора было временно отложено, до тех пор, пока Бендера не закончит уже начатый ремонт нескольких автомобилей. Бендера, которому уже нечего было терять, решился на побег из лагеря. Он сообщил о своем намерении двум заключённым, работавшим в HWL: Казимежу Пеховскому, польскому разведчику, и Юзефу Лемпарту, монаху из Вадовице, и те решили бежать вместе с ним.
План побега предусматривал, что беглецы должны были притвориться членами рабочей команды, управляющей дрезиной (Rollwagenkommando). Обычно такие команды состояли из четырёх заключённых, поэтому заговорщикам, чтобы не вызвать лишних подозрений, необходимо было уговорить бежать ещё одного человека. Так к группе присоединился Станислав Ястер. Выбор его кандидатуры был основан на близком знакомстве Ястера с Пеховским и хорошем мнении солагерников о нём.
Первоначально датой побега была назначена суббота 13 июня 1942 года. Однако заговорщикам пришлось перенести побег на неделю, так как нацисты в этот день проводили внеплановые работы на складах HWL.
В следующую субботу, 20 июня 1942 года, после полудня четверо заговорщиков, выдавая себя за членов Rollwagenkommando, подошли к складам HWL. Бендера открыл гараж поддельным ключом. Затем также с помощью поддельных ключей они открыли котельную и кабинет, а найденным в подвале ломом взломали дверь склада оружия и обмундирования. На складе они переоделись в эсэсовскую форму и забрали винтовки, пистолеты, гранаты, боеприпасы и продукты. Бендера вывел из гаража легковой автомобиль Steyr 220, которым часто пользовался начальник HWL гауптштурмфюрер СС Кройцман (в некоторых источниках, вероятно, ошибочно, говорится, что автомобиль принадлежал коменданту лагеря).
Переодетые заключённые подъехали к воротам лагеря. Пеховский отлично владел немецким языком; одетый в форму офицера СС, изображая страшное нетерпение, он грубой бранью потребовал от караульных немедленно поднять шлагбаум, и те, сбитые с толку, подчинились. На расстоянии около 60 километров от лагеря заключённые бросили угнанную машину из-за поломки и дальше пробирались пешком. Вскоре группа разделилась. Лемпарт заболел, и его пришлось оставить у местного священника. Бендера и Пеховский укрылись в деревне Ласек, неподалёку от Кельце. Ястер направился в Варшаву к своей невесте.
Покидая Освенцим, Ястер взял с собой отчёт ротмистра Пилецкого. Вероятно, это было одной из причин, почему, несмотря на высокий риск, он решил вернуться в Варшаву.
Это был один из самых смелых побегов в истории Освенцима. Немецкие власти предлагали вознаграждение в размере 500 000 злотых за поимку беглецов или указание их местонахождения, но все меры, направленные на розыск сбежавших заключённых, ни к чему не привели. Именно после этого побега нацисты начали политику нанесения татуировок заключённым.
В результате расследования, проведённого лагерным гестапо, капо из HWL Курт Пачала был приговорён к смертной казни от голода в Блоке 11. Казимеж Пеховский позднее утверждал, что ещё семь офицеров и унтер-офицеров СС, обвинённых в том, что допустили побег, были отправлены на Восточный фронт в качестве наказания.
Коллективных наказаний заключённых за этот побег не последовало, однако гестапо провело репрессии в отношении членов семей беглецов. Уже 21 июня гестапо арестовало родителей Ястера в Варшаве (впоследствии они оба погибли в Освенциме). Также были задержаны родители Пеховского (погибли в Освенциме), мать Юзефа Лемпарта (погибла в Освенциме) и жена Эугениуша Бендеры (по другим данным, его мать). Незадолго до побега Ястер, как и другие заговорщики, отправил родителям письмо с замаскированным предупреждением, но те не смогли понять его истинного содержания.
Ястер сначала укрылся у своей невесты Анны Дануты Лесневской, которая жила в Коморове под Варшавой. Позднее ему удалось найти своего младшего брата, который избежал ареста. Братья жили на съёмной квартире на ул. Вилановской в варшавском Солеце под вымышленными именами Станислав Круль и Анджей Адамчевский. Они зарабатывали на жизнь грузчиками, помогая с переездами.

## Боевые действия в рядах Армии Крайовой
Вернувшись в столицу, Ястер представил доклад ротмистра Пилецкого представителям Польского подпольного государства, после чего влился в польское подполье. Первоначально он был связан с отрядом лейтенанта Станислава Януша Сосабовского, позже был официально приписан к Организации специальных боевых действий (Osa-Kosa 30), которая была элитным и глубоко засекреченным подразделением Главнокомандующего Армии Крайовой. Он взял себе псевдоним «Гелий» (намёк на газ, который «постоянно улетучивается»).
Участвовал во многих боевых операциях спецподразделения. Как минимум, Ястер лично ликвидировал немецкого осведомителя, адвоката Войцеха Врублевского, руководил неудавшейся попыткой покушения на офицера варшавского гестапо Кароля Шульца (Шульц был только ранен), а также участвовал в организации неудавшейся попытки покушения на старосту Гарволина Карла Фройденталя. Некоторые данные указывают на то, что, помимо службы в рядах Osa-Kosa 30, он также мог иметь связи с организацией «Вахляж».
19—20 мая 1943 года, надеясь освободить свою мать, принял «гостевое» участие в спасении заключённых в Целестинове. При нападении на немецкий конвой отличился особой храбростью и хладнокровием. Вопреки своим надеждам, Ястер не нашёл своей матери среди освобождённых заключённых.
Ястер знал, что его активно разыскивает гестапо, и он сильно рискует, оставаясь в Варшаве. Чтобы минимизировать угрозу, он часто менял одежду и внешний вид (обесцвечивал волосы и пользовался накладками на зубы). Будучи блондином почти двухметрового роста, он успешно использовал свою «нордическую внешность», чтобы выдать себя за агента гестапо в штатском. Со временем он стал использовать фальшивые документы, выданные «унтершарфюреру СС Йозефу Шмидту».

## Смерть

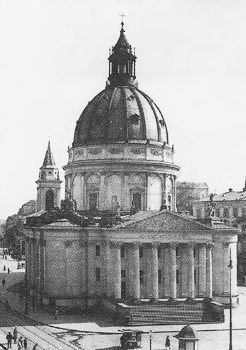
Костёл св. Александра, место ареста бойцов Osa-Kosa 30.

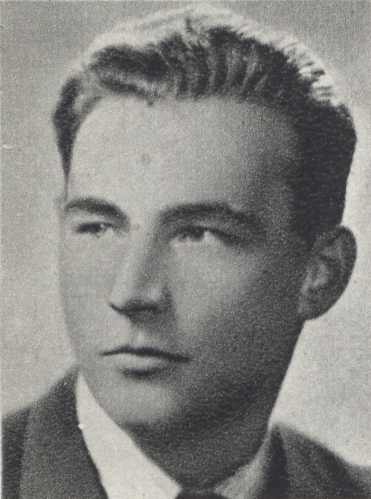
Мечислав Унеевский (1918—1943), лейтенант Армии Крайовой, псевдонимы «Матрос», «Богуслав Моряк».

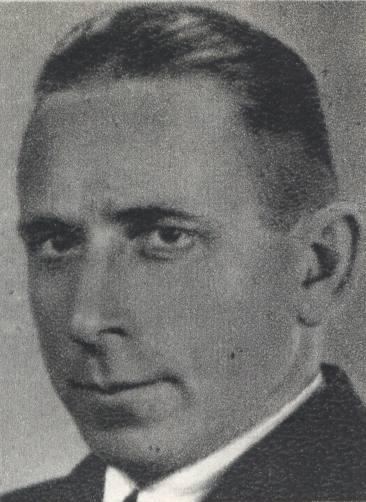
Мечислав Кудельский (1899—1943), лейтенант Армии Крайовой, псевдоним «Виктор».

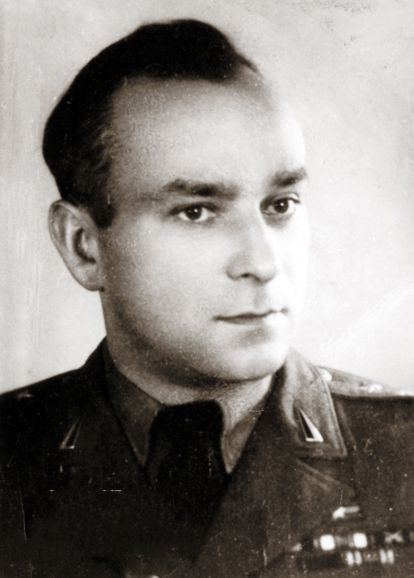
Рышард Ямонтт-Кшивицкий (1903—1957), капитан Армии Крайовой, псевдоним «Шимон».

В субботу 5 июня 1943 года гестапо неожиданно окружило Костёл св. Александра на площади Трех Крестов в Варшаве, в котором проходила свадьба лейтенанта Мечислава Унеевского, офицера Osa-Kosa 30. Немцы арестовали около девяноста человек, почти всех, кто находился в храме, в том числе около двадцати пяти бойцов Osa-Kosa 30, которые, вопреки всем правилам конспирации, приняли участие в церемонии. Арестованных перевезли в Павяк, где после быстрого отбора осталось пятьдесят шесть задержанных.
Вскоре произошли события, показавшие, что действия гестапо не были случайными. Леон Ванат, узник и летописец Павяка, вспоминал, что через несколько дней некоторых заключённых, арестованных в Костёле св. Александра, по одному выводили во двор тюрьмы. В то же время в комнате для допросов ждал спрятавшийся за оконной рамой мужчина. Этот человек, «среднего роста, стройный, со смуглым лицом и тёмными волосами», указывал немцам на лиц, связанных с подпольем. Большинство пленных бойцов Osa-Kosa 30 после этого были расстреляны (двенадцать мужчин и две женщины). Остальные задержанные были депортированы в концлагеря или пропали без вести.
Несмотря на полученное приглашение, Ястер в церкви не появился. Януш Квятковский (псевдоним «Зарута») утверждал, что он отказался от участия в церемонии, так как посчитал собрание слишком опасным. Позднее Ханна Комеровская, сестра одного из арестованных подпольщиков, вспоминала, что в разговоре с ней Ястер утверждал, что не присутствовал на свадьбе, потому что проспал. Братья Ястеры, узнав об облаве, сразу же съехали со съёмной квартиры, и вскоре там появилось гестапо.
Ястер обратился к офицеру связи Osa-Kosa 30 Ирене Климеш с просьбой разрешить ему встретиться с начальником Штаба округа лейтенантом Мечиславом Кудельским (псевдоним «Виктор»). Он намеревался попросить о переводе за пределы Варшавы, желательно в партизанский отряд в Восточных Кресах. Хотя оставшимся на свободе бойцам Osa-Kosa 30 было запрещено контактировать друг с другом, Климеш попросила Кудельского встретиться с Ястером, и тот согласился.
Встреча состоялась 12 июля 1943 года около 18:00 на углу улиц Новогродской и Круча. В какой-то момент к разговаривающим Кудельскому и Ястеру подъехала немецкая полицейская машина. Оба подпольщика были погружены в машину, которая сразу же уехала в сторону штаб-квартиры гестапо. Свидетелем этого события был адъютант главнокомандующего Армии Крайовой капитан Рышард Ямонтт-Кшивицкий, псевдоним «Шимон» (Szymon), который должен был встретиться с Кудельским после Ястера. Это последняя достоверная информация о судьбе Станислава Ястера.
Через несколько дней после ареста его родственники получили неофициальную информацию о том, что ему удалось бежать от немцев. После окончания войны до них дошли слухи, что «Гелий» был убит своими товарищами по подполью в одном из разрушенных домов в Варшаве.
Слух о том, что Ястер был обвинён в измене и казнён Польским подпольным государством, нашёл подтверждение в конце 1960-х годов в мемуарах офицеров Армии Крайовой Александра Куницкого и Эмиля Кумора. Однако они не содержат информации о точных обстоятельствах его смерти. Более того, никакие другие источники не подтверждают ни того, что контрразведка Армии Крайовой расследовала дело «Гелия», ни того, что оно рассматривалось Особым военным судом.
В немецком рапорте о ликвидации организации «Вахляж» была информация, что Станислав Ястер — беглец из Освенцима, который после вступления в ряды «Вахляж» организовывал «убийства Reichsdeutsches, Volksdeutsches и информаторов» — был арестован в Варшаве 12 июля 1943 года. Сведения об аресте Ястера и приказе о снятии его с розыска также внесены в книгу розыска, опубликованную 30 сентября 1943 года познаньским гестапо. В свете вышеизложенных документов нельзя исключать, что Ястер погиб от рук немцев вскоре после ареста, однако имеющиеся данные не подтверждают однозначно эту гипотезу.

## Споры вокруг предполагаемого предательства

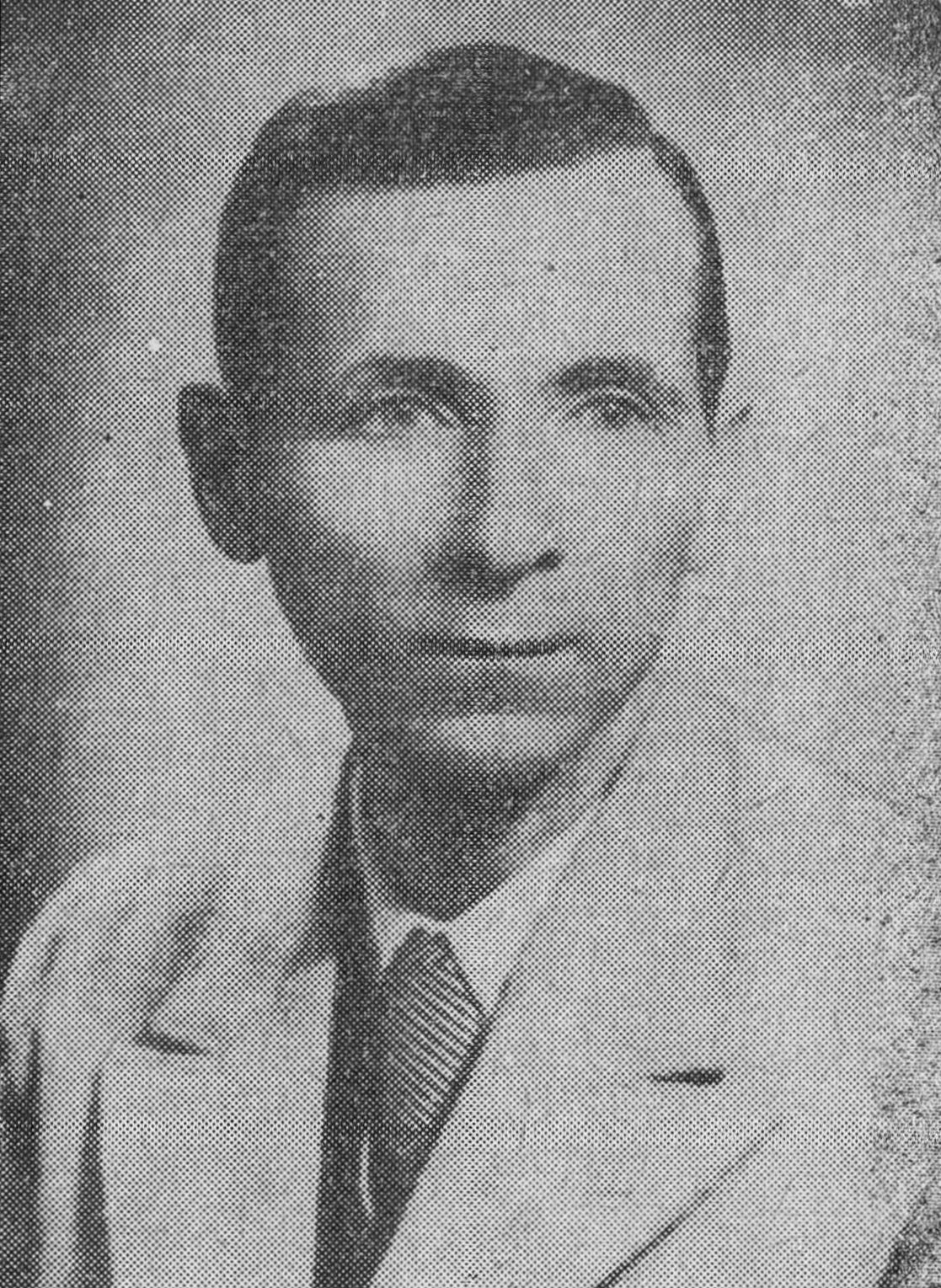
Александр Куницкий (1898—1986), капитан Армии Крайовой, псевдонимы «Француз», «Райский»

В 1968 году в Издательском институте «Pax» были опубликованы мемуары Александра Куницкого «Тихий фронт». Автор — во время войны начальник контрразведки спецподразделения Osa-Kosa 30 — посвятил делу Ястера целую главу под названием «Предатель». В ней он подробно описал случай «провала» в Костёле св. Александра, а также данные расследования контрразведки Армии Крайовой.
По воспоминаниям Куницкого, Ястер вскоре после ареста Кудельского неожиданно вернулся к своим товарищам. Он утверждал, что после задержания смог выпрыгнуть из полицейской машины, получив лёгкое ранение в ногу. Медицинское освидетельствование, однако, показало, что ранение произошло от пули калибра 7 мм, а свидетель задержания («Шимон») утверждал, что немцы были вооружены автоматами калибра 9 мм. Причём рана была относительно неглубокой, не сломала кость и была нанесена с такого близкого расстояния, что по её периферии были видны следы пороха. «Гелий» не смог убедительно развеять эти сомнения. Кроме того, был ещё свидетель, утверждавший, что видел, как Ястер в этот день выходил из штаб-квартиры гестапо.
Куницкий утверждал, что на допросах Ястер, «будучи прижатым к стене», не выдержал и признался в предательстве. Якобы именно он выдал немцам участников свадебной церемонии, опознал задержанных в Павяке, а позже устроил ловушку на лейтенанта Кудельского. Он также якобы признался, что его побег из Освенцима был сфальсифицирован гестапо, чтобы вызвать к нему доверие в кругах подпольщиков. При этом он уверял, что остальные трое беглецов не знали о его предательстве.
В заключение Куницкий писал:

«Предатель и осведомитель гестапо Станислав Ястер, псевдоним „Гелий“, был приговорён к смертной казни приговором суда Армии Крайовой. Приговор приведён в исполнение».
Через год в Издательском институте «Pax» были опубликованы мемуары подполковника Эмиля Кумора, начальника Особого отдела Штаба Армии Крайовой, в которые автор включил доклад капитана Рышарда Ямонтт-Кшивицкого об аресте лейтенанта Кудельского и материалы следствия по делу «Гелия». Это подтвердило обвинения, содержащиеся в мемуарах Куницкого, хотя эти версии различались в деталях.
Воспоминания Куницкого и Кумора породили длительную и эмоциональную дискуссию. Выдвинутые ими обвинения вызвали большой резонанс среди родственников и друзей «Гелия», а также среди ветеранов.
В 1971 году Ежи Амброзиевич опубликовал в журнале Za Wolność i Lud серию статей под названием «Предатель или герой?» (Zdrajca czy bohater?), целью которых было защитить доброе имя Ястера. Амброзиевич указывал, среди прочего, что «Гелий» не соответствовал описанию осведомителя из Павяка, данному Леоном Ванатом, а также, что среди сохранившихся документов Особого военного суда Армии Крайовой отсутствуют материалы расследования, проведённого по его делу, как отсутствует и сам приговор. Он предположил, что Куницкий мог спутать Ястера с другим солдатом Армии Крайовой по прозвищу «Гелий», Каролем Бискупским. Он также указал, что Куницкий, вероятно, никогда лично не встречался с Ястером, а всю информацию о нём получил от третьих лиц.
Стефан Смажинский и Петр Стахевич, на тот момент одни из последних оставшихся в живых бойцов Osa-Kosa 30, в статье «Солдат или доносчик?» (Żołnierz czy konfident?), опубликованной в июле 1971 года в еженедельнике Polityka, полемизировали c Амброзиевичем и его сторонниками.
Они привели следующие доводы:
- Сразу четверо подпольщиков получили информацию о том, что «Гелий» был предателем, и считали, что его вина была бесспорно доказана в ходе следствия[73].
- Ханна Комеровская, сестра одного из бойцов подполья, арестованных в церкви, утверждала, что в день неудачного бракосочетания она посетила Ястера в его квартире и сообщила ему об аресте его товарищей. «Гелий» якобы очень смутился её визитом и неубедительно объяснил, что не явился на церемонию, потому что проспал (свадьба проходила в 12 часов)[74].
- Поведение Ястера после происшедшего в Костёле св. Александра было странным. Он не пытался связаться со своим непосредственным начальником (Ежи Клечковский, псевдоним «Рысь»), что другие бойцы сделали в течение 2-3 дней через контактный ящик в закусочной М. Мрочека на улице Хмельной, 58. Вместо этого он изо всех сил пытался установить контакт с членом руководящего состава отряда лейтенантом Кудельским[75].
- Из-за времени и условий содержания в Павяке описание осведомителя, данное Леоном Ванатом, нельзя рассматривать некритически[74]. Кроме того, один из арестованных подпольщиков, Анджей Комеровский, перед смертью успел переправить секретное послание, в котором сообщал, что осведомитель, указавший на подпольщиков, находится в одной из боковых комнат и спрятан за дверью из матового стекла, что делает невозможным его опознание. Из содержания секретного сообщения также можно предположить, что информатор не был среди арестованных во время церемонии и хорошо знал задержанных[76].
- Сохранился двадцатистраничный отчёт, подготовленный гауптшарфюрером СС Фольтом, членом специального подразделения Полиции безопасности под командованием гауптштурмфюрера СС Альфреда Шпилкера, в основном касающийся расследования неудавшегося покушения на обергруппенфюрера СС Фридриха Вильгельма Крюгера, высшего руководителя СС и полиции в Генерал-губернаторстве. Содержащаяся в нём информация свидетельствует о том, что арест бойцов Osa-Kosa 30 стал возможен, в том числе, благодаря доносу осведомителя, связанного с варшавским отделением спецподразделения. Кроме того, в отчёте было указано, что именно этот секретный сотрудник опознал арестованных членов отряда в Павяке[76].
- Сёстры Стефания и Александра (псевдоним «Владка») Сокало́вны, две подпольщицы, арестованные в церкви, утверждали, что около 8-го июня «Гелий» якобы по приказу лейтенанта Людвика Бергера забрал архив Округа из квартиры сестёр на ул. Чарнецкого 39/41. В то же время арестованная через несколько дней Мария Шатковская утверждала, что на допросе в гестапо ей для опознания показывали фотографии бойцов отряда из этого архива (фотографии использовались для получения фальшивых документов). Информация о том, что эти фотографии находятся у немцев, также была включена в секретное сообщение Анджея Комеровского. «Гелий» был обязан немедленно сообщить о таком важном факте, как пропажа окружного архива, но о том, что он это сделал, ничего не известно[77].
- Отсутствие в архивах Особого военного суда материалов следствия и письменного приговора не доказывает невиновности «Гелия». Приказом Главнокомандующего Армии Крайовой № 24/804/1 от 11 мая 1943 г. командир Диверсионного управления полковник Эмиль Фильдорф был уполномочен единолично выносить и приводить в исполнение смертные приговоры[78].

Как отмечают Стажинский и Стахевич, показания в пользу Ястера дали либо близкие к нему люди, либо лица, связанные с ним. 
После выхода этой статьи ветераны, бывшие узники Освенцима, историки, родственники и друзья Ястера выступали в дебатах, проходивших на протяжении всего 1971 года. Родственники Ястера выступили с многочисленными письмами и заявлениями в его защиту, адресованными прессе, издательствам, руководству ветеранских организаций и Государственному музею Аушвиц-Биркенау. Показания дали Юзеф Лемпарт и Казимеж Пеховский, а также бывший узник Освенцима Альфонс Кипровский, которые категорически отрицали, что побег мог быть инсценирован немцами. Леон Ванат направил письмо в еженедельник Polityka, в котором заявил, что уверен, что хорошо помнит внешность осведомителя.
В свою очередь, в своем обзоре книги «Тихий фронт» Томаш Стшембош сослался на случай с «Гелием», указав на неточности и противоречия в рассуждениях Куницкого, а также расхождения между его рассказом и воспоминаниями Эмиля Кумора. В заключение он отметил:

«Доказательства, на которых Куницки основывает свое утверждение о том, что Ястер был предателем, по моему мнению, неубедительны и недостаточны […] Это крайне тяжёлое и неприятное дело ещё требует детального и тщательного анализа. Вряд ли авторитетные заявления автора „Тихого фронта“ должны быть последним словом в этом вопросе».
Под влиянием многочисленных голосов критики Куницкий был вынужден признать, что он не принимал непосредственного участия в расследовании дела Ястера, а информацию о нём получил от капитана Ямонтт-Кшивицкого («Шимона») через третьих лиц, в том числе Эмиля Кумора, который, в свою очередь, также получил эту информацию от «Шимона» через третье лицо, художника Лукаша Повоского. Однако он не изменил своего мнения о предательстве «Гелия».
Несмотря на многочисленные публично представленные контраргументы, обвинения, выдвинутые Куницким и Кумором и поддержанные Смажинским и Стахевичем, воспроизводились в последующие годы в исторических, мемуарных и печатных публикациях. Тем не менее, в некоторых историко-мемуарных материалах, посвященных периоду немецкой оккупации, нашли отражение и сомнения, посеянные в ходе дискуссии.
После перерыва в несколько лет дискуссия возобновилась благодаря Адаму Цыре, старшему куратору Государственного музея Аушвиц-Биркенау, проанализировавшему немецкие документы и многочисленные заявления, поступившие в музей после публикации «Тихого фронта». Цыра опубликовал две статьи в еженедельных журналах Kierunki (1986) и Panorama (1987), в которых представил ряд доказательств в защиту Ястера и постулировал его реабилитацию.
В 1991 году в журнале Polska Zbrojna была опубликована статья Януша Квятковского и Веслава Рациборского под названием «Драма Станислава Густава Ястера, псевдоним „Гелий“», где вновь приводились показания, свидетельствующие о невиновности «Гелия», и указывались многочисленные пробелы и неточности в доводах его обвинителей. Квятковский и Рациборский также обратились к руководству Всемирного союза солдат Армии Крайовой с просьбой о всестороннем пересмотре дела и официальной реабилитации Ястера.
В 2011 году Duży Format, приложение к «Газета Выборча», опубликовало статью Петра Платека под названием «Защита „Гелия“» (Obrona «Hela»), в которой вновь приводились доказательства невиновности Ястера.
Делом «Гелия» занималась и историк Дарья Чарнецкая, опубликовавшая результаты своего исследования в книгах «Дело Станислава Ястера. Создание образа предателя и защита» и «Величайшая тайна Польского подпольного государства. Станислав Густав Ястер — человек, который исчез». Чарнецкая обнаружила множество не проанализированных до сих пор в контексте этого дела архивных документов (включая немецкие документы), что позволило ей указать на противоречия в более ранних версиях событий и выдвинуть новые гипотезы о судьбе Ястера. В заключение Чарнецкая пришла к выводу, что «убедительных доказательств вины Сташека нет, более того, многое свидетельствует в его пользу», при этом оценив, что, если не будут найдены новые документы, «это дело можно считать закрытым». Она также считает, что Ястер «пал жертвой ошибки подполья».
Хуберт Куберский придерживается другого мнения, подчеркивая, что ввиду гибели основных свидетелей и отсутствия чётких доказательств в виде архивных документов (вызванных уничтожением документов варшавского гестапо в августе 1944 года и недостаточным доступом в немецкие архивы), находки Чарнецкой можно считать лишь «слабыми косвенными доказательствами», а однозначное отрицание предполагаемого предательства «Гелия» остаётся невозможным.
В ходе многолетних споров сторонники тезиса о невиновности Ястера выдвинули в его защиту следующие аргументы:
- Все материалы, которые Александр Куницкий и Эмиль Кумор использовали для обвинения «Гелия», исходили от третьих лиц, при этом первоисточником обвинений был лишь один человек — капитан Рышард Ямонтт-Кшивицкий, псевдоним «Шимон»[13]. Этот офицер умер в феврале 1957 года, менее чем через год после выхода из тюрьмы, в которую был заключён в ходе политических репрессий против военнослужащих Армии Крайовой, и не оставил письменных воспоминаний[89].
- Ещё в 1957 году Куницкий в переписке с Юзефом Саским[пол.] высоко отзывался о Ястере[90].
- Не представлено убедительных мотивов предполагаемого предательства Ястера[91].
- Ястер был участником лагерного Сопротивления в Освенциме. Ничего не известно о его предполагаемом предательстве, имевшем какие-либо последствия для лагерного Движения Сопротивления[13].
- Ястер также не выдал своих соратников по побегу немцам, хотя возможностей для этого у него было много[92].
- Ястер был включён в группу беглецов из Освенцима в последний момент, поэтому маловероятно, что этот побег был инсценирован лагерным гестапо[13]. Более того, сохранившиеся немецкие документы свидетельствуют о том, что велась интенсивная погоня за беглецами, и позднее гестапо также придавало большое значение их поимке[93].
- Узник концлагеря был в некотором роде «собственностью» полицейского начальства, решившего отправить его в концлагерь. Таким образом, вербовка Ястера в Politische Abteilung и инсценировка его побега из Освенцима должны были быть одобрены оберштурмбанфюрером СС Людвигом Ганом, командующим полицией безопасности и службой безопасности в Варшаве. Отсутствие сохранившихся немецких документов (они были уничтожены во время Варшавского восстания) делает невозможным подтверждение тезиса о работе Ястера на гестапо[94].
- Если бы Ястер был немецким агентом, то немцы не обозначили бы его как разыскиваемого в документах, хранящихся для собственного пользования, а после его ареста не упоминали бы его, как арестованного, и не отменили бы выданные на него ордера[62].
- Вскоре после побега Ястера из лагеря его отец и мать были арестованы. Оба они погибли в Освенциме. Вряд ли немцы так поступили бы, если бы «Гелий» действительно был их агентом[49].
- Связи «Гелия» в варшавском подполье были очень широки и выходили за пределы его Округа (см. его участие в операции в Целестинове). Представляется маловероятным, чтобы немцы использовали такого ценного агента исключительно для уничтожения Osa-Kosa 30. Между тем ничего не известно о том, что предполагаемое предательство «Гелия» привело к арестам в других частях Армии Крайовой[13][49].
- Немцы организовали арест Кудельского таким образом, что подозрение неминуемо падало на «Гелия». Сомнительно, что они так поступили бы, если бы он действительно был нераскрытым агентом, внедрённым в структуру Польского подпольного государства[13].
- Ястер не соответствовал описанию осведомителя из Павяка, предоставленному Леоном Ванатом[72]. Более того, в ответ на статью Смажинского и Стахевича от 1971 года Ванат отправил письмо в еженедельник Polityka, в котором заявил, что уверен, что хорошо помнит внешность осведомителя. Кроме того, он подверг сомнению информацию из секретного сообщения Анджея Комеровского, на которую ссылались Смажинский и Стахевич (в том числе, указав, что в Павяке нет комнаты со стеклянной дверью)[95].
- В сентябре 1971 года Стефания Сокаловна заявила, что в архиве Osa-Kosa 30, который она передала «Гелию», не было фотографий[13].
- Януш Квятковский — солдат Армии Крайовой и знакомый «Гелия» — утверждал, что был очевидцем его побега из машины гестапо[12].
- В сохранившихся документах Особого военного суда Армии Крайовой не удалось найти ни материалы следствия, проведённого по делу Ястера, ни письменный приговор. Запрос позволил найти только документы, касающиеся суда над другим солдатом Армии Крайовой по прозвищу «Гелий» — Каролем Бискупским из полка «Башня». Кроме того, осенью 1970 года Бернар Закшевский, псевдоним «Оскар» (начальник Отдела безопасности и контрразведки 2-го Округа Штаба Армии Крайовой), и Станислав Лещинский, псевдоним «Бдение» (начальник Отдела 998 2-го Округа Штаба Армии Крайовой), сделали заявления, в которых сообщили, что подконтрольные им ячейки не занимались расследованием дела Станислава Ястера, а также, что им не известно о том, что такое расследование проводилось в других структурах Армии Крайовой[13].
- Летом 1943 года в результате деятельности осведомителей Людвика Калькштейна[пол.], Бланки Качоровской[пол.] и Евгениуша Сверчевского[пол.] немецкая Служба безопасности нанесла ряд болезненных ударов по Польскому подпольному государству, кульминацией которых стал арест главнокомандующего Армии Крайовой генерала Стефана Ровецкого (30 июня 1943 года). В атмосфере взаимных подозрений, охватившей в то время все структуры Армии Крайовой, «Гелий» легко мог стать жертвой ложных обвинений и самосуда[13].
- Тот факт, что ранение «Гелия» было нанесено с близкого расстояния и из пистолета, если принять во внимание то обстоятельство, что потасовка, закончившаяся его побегом, должна была произойти в тесной легковой машине, не должен вызывать подозрений[13]. Аргумент, что если Гелий был ранен немцами при побеге, то рана была бы от автоматной пули калибра 9 мм, а, следовательно, он нанёс себе рану сам позднее для того, чтобы отвести от себя подозрения, несостоятелен, в силу того, что в тесноте легковой машины полицейские не стали бы стрелять из автоматов — слишком высок риск попасть по своим. Гелий, к тому же, был очень рослым парнем и мог запросто сковать движения автоматчиков одним лишь своим весом. Однако офицер, непременно находившийся с патрульными в машине, во время потасовки мог успеть использовать пистолет меньшего калибра. что объясняет происхождение раны и следы пороха по её периферии.
- Если под «прижатием к стене», о котором говорится в книгах Куницкого[96] и Кумора[68], подразумевались физические пытки, то неудивительно, что Ястер мог признаться в действиях, которых он не совершал[13].
- Утверждение, что Ястер в тот день покидал штаб-квартиру гестапо, потенциально является самым важным доказательством его вины. Однако никаких дополнительных сведений на этот счёт нет, даже не сохранилось имени свидетеля, который его опознал[13].
- Станислава Ястера могли перепутать с Каролем Бискупским (псевдоним «Гелий») из полка «Башня»[пол.][72] или с Теодором Ястером — беглецом из лодзинской тюрьмы Радогощ[пол.], которого после войны судили как предполагаемого немецкого осведомителя[97].

Дело Ястера долгое время оставалось одним из самых загадочных и противоречивых эпизодов в истории Польского подпольного государства и концлагеря Освенцим.
25 сентября 2019 года решением президента Анджея Дуды Станислав Ястер был посмертно награждён Рыцарским крестом ордена Возрождения Польши. Этот жест интерпретируется как его символическая реабилитация.

## Память
Судьбе Станислава Густава Ястера посвящён документальный фильм «Ястер. Тайна Гелия» (режиссёры Марек Томаш Павловский и Малгожата Валчак), премьера которого состоялась 13 сентября 2014 года.